# Сергиенко, Николай Николаевич (актёр)
Николай Николаевич Сергиенко (род. 23 марта 1949, Сарапул, Удмуртская АССР) — советский и российский актёр и режиссёр, художественный руководитель театра «Ромэн» (с 2021), народный артист Российской Федерации (1997).

## Биография
Николай Николаевич Сергиенко родился 23 марта 1949 года в Сарапуле, Удмуртская АССР, РСФСР. Его родители были артистами цыганского ансамбля, а сам будущий актёр родился во время их гастролей.
Среднюю школу окончил в Харькове, после чего успешно сдал экзамены в цирковое училище, но позднее решил не уезжать из города. В 1960-х годах выступал вместе с родителями в цыганском цирке.  
В 1969 году был замечен одним из режиссёров московского театра «Ромэн», после чего был приглашён в его труппу и спустя три дня дебютировал в главной роли в постановке «Девчонка из табора». Николай Николаевич также работал ассистентом режиссёра Николая Сличенко, а позже самостоятельно поставил несколько спектаклей. В 1988 году окончил режиссёрский факультет ГИТИСа.
В 1989 году ему было присвоено звание  «Заслуженный артист РСФСР», а в 1997 году Николай Николаевич Сергиенко удостоился почётного звания «Народный артист Российской Федерации».
В 2021 году, после смерти Николая Сличенко, назначен художественным руководителем театра «Ромэн». До назначения работал заместителем художественного руководителя. 

## Театральные работы

### Роли в театре
- «Грушенька» — Голован
- «Так бывает» — Николай Сличенко
- «Клятва» — Крэцо
- «Мы — цыгане» — Протасов
- «Поющие струны души» — Николай Хмелёв
- «Мужчины в воскресенье»
- «Четыре жениха»
- «Любовь по-цыгански»
- «Ром Баро»
- «Ты — герой, я — герой»
- «Родился я в таборе»
- «Большая волна Ганга»
- «Цыганка Аза»
- «Песня на рассвете»
- «Золотая перина»
- «Непоклонов»
- «Чары»
- «Огненные кони»
- «Разговор в казённом доме»
- «Возвращение»
- «Живой труп»
- «Цвет вишни»
- «Московская цыганка»

### Режиссёрские работы
- «Поющие струны души»
- «Графиня-цыганка»
- «Грушенька»
- «Клятва»
- «Таборные игры»
- «Трактирщица»

## Награды
- Почётная грамота Президента Российской Федерации (2020)
- Орден Дружбы (8 марта 2007)
- Народный артист Российской Федерации (2 августа 1997) — за большие заслуги в области искусства[3]
- Заслуженный артист РСФСР (8 сентября 1989)
- Знак отличия «За безупречную службу городу Москве» L лет (30 сентября 2024) — за многолетнюю плодотворную деятельность на благо города Москвы и москвичей[4]